# Jung Mikyung
Jeong Mi-kyeong (en hangeul : 정미경) est une romancière sud-coréenne, née le 4 février 1960 à Masan dans la province du Gyeongsang du Sud et morte le 18 janvier 2017.

## Biographie
Jeong Mi-kyeong est née le 4 février 1960 à Masan dans la province de Gyeongsangnam-do en Corée du Sud. Diplômée de l'université des femmes Ewha en littérature anglaise, elle fait ses débuts littéraires en 1987 en remportant le prix littéraire JoongAng. Pourtant, elle décide de se retirer du monde littéraire pour plus d'une décennie. Elle reprend sa carrière en tant que romancière, avec sa nouvelle La femme à l'arsenic (Biso yeo-in) dans le numéro d'automne de la revue Littérature mondiale (Segye Munhak). Elle s'est concentrée par la suite sur sa carrière littéraire avec un grand succès.

## Œuvre
Le critique coréen Kim Kyung-yeon a affirmé qu'elle « (décrit) une société trompeuse pleine de spectacles absurdes, où la vérité et la fausseté sont entrelacées, où les apparences définissent la nature, et où les valeurs sont détruites. Elle nous montre le côté sombre de la société post-capitaliste pour ceux qui luttent pour vivre au milieu de ces spectacles absurdes ».  
L'Institut coréen de traduction littéraire (LTI of Korea) résume le travail de Jung de cette manière : 
Jeong a prouvé qu'elle était passée maître dans l'écriture du roman à forme traditionnelle ainsi que dans son aptitude à prendre conscience des problèmes de la société capitaliste. On retrouve ces caractéristiques dans ses descriptions microscopiques des normes de la société consumériste. Dans son premier roman La Vie en Rose (Jangmitbit insaeng), elle écrit par exemple : « Ils ne portent pas de jeans, ils portent l'esprit insouciant prôné par la marque Levis : ils ne fument pas des cigarettes, ils fument l'image du macho sauvage prônée par Marlboro ».
Jeong se concentre ainsi sur la fausseté de la tentation et sur la fausseté des images. En d'autres termes, elle ne s'arrête pas à critiquer la fausseté des signes et des images répandues dans la société capitaliste, mais va encore plus loin, en présentant comment ses semblables peuvent succomber sciemment et volontairement face à ces faux-semblants et ces images, pour finalement devenir des consommateurs frustrés.

Cette critique est encore plus prononcée dans son deuxième roman intitulé L'étrange chagrin du pays des merveilles (Isanghan seulpeumui Wondeolaend).  Le protagoniste Yi Jeong-ho avoue que « L'argent est le sang vert en papier, le Dieu qui règne sur moi avec une force beaucoup plus grande que l'épaisseur, c'est le sang rouge qui coule dans mes veines ». Jung-ho est un trader de produits dérivés qui aime « conduire uniquement plein gaz, jamais aucun freinage jusqu'à ce qu'il atteigne sa destination ». Il est une représentation saisissante de l'époque submergée par le désir matérialiste. Jeong décrit cet empire matérialiste qui a perdu tout contrôle dans L'étrange chagrin du pays des merveilles, un monde qui reflète la dure réalité du XXIe siècle où les gens sont aux prises de la consommation, vivant constamment dans l'excès.
Dans son travail, Jeong aime utiliser Séoul comme toile de fond, et notamment le quartier Gangnam, un espace englouti par la consommation (Gangnam désigne les quartiers les plus riches de Séoul qui se situent au sud du fleuve Han). Une de ses œuvres les plus connues L'amie de mon fils (Nae adeurui yeonin) prend le thème des classes sociales en Corée et la fracture économique qui s'est aggravée avec le conflit idéologique entre les deux Corées. La protagoniste de la nouvelle est une mère habitant à Gangnam, qui est ébranlée de voir son fils fréquenter une fille des mauvais quartiers de la ville, le quartier Gangbuk (au nord du fleuve Han), mais son hypocrisie l'empêche d'exprimer ses préoccupations. Elle se dit alors à elle-même : « Même mes vices sont triviaux, mesquins et ignobles ». Son dégoût de soi exprime magnifiquement la critique de Jeong concernant la moralité creuse de la bourgeoisie du XXIe siècle. Rarement étudiée dans la littérature coréenne, cette étude attentive de la vie et des pensées de la bourgeoisie est regroupée dans un sous-genre appelé « Les nouvelles Gangnam » avec les œuvres de Jung Ihyun et de Seo Hajin, une branche relativement nouvelle dans la littérature coréenne.
En 2006, Jeong Mi-Kyeong remporte le Prix Yi Sang pour La nuit, partage-toi, (Bami-yeo, nanwi-eora)

## Publications (sélection)
Romans
- 장밋빛 인생 La Vie en Rose (2002)
- 이상한 슬픔의 원더랜드 L'étrange chagrin du pays des merveilles (2005)
- 아프리카의 별 L'étoile de l'Afrique (2010)

Recueils de nouvelles
- 발칸의 장미를 내게 주었네 Ils m'ont donné des roses des Balkans (2006)
- 내 아들의 연인 L'amie de mon fils (2008)
- 프랑스식 세탁소 Boutique de teinturier à la française (2013)

## Distinction
- 2006 : prix littéraire Yi Sang pour 밤이여 나뉘어라 La nuit, partage-toi